# Eupselia
Eupselia é um gênero de traça pertencente à família Agonoxenidae.